# Rebel·lió
La rebel·lió és el rebuig de l'obediència, sigui contra una autoritat legítima o contra una injustícia. Es considera que és el delicte comès pels qui s'alcen en armes contra un govern constituït. En dret penal, el delicte de rebel·lió queda limitat a la conducta d'alçar-se violentament i públicament per aconseguir alguna de les finalitats indicades a la legislació penal vigent.

## Descripció
Històricament, les rebel·lions han estat considerades legítimes o il·legítimes, a vegades simultàniament, segons sigui el punt de vista adoptat i la valoració moral derivada d'aquest. En molts casos són celebrades oficialment com a fets històrics fundacionals, com succeeix amb la Independència dels Estats Units, Revolució francesa, les guerres independentistes hispanoamericanes, la Revolució mexicana, el Moviment d'independència indi, la Revolució Comunista xinesa, o la Revolució cubana, entre altres. En altres casos són repudiades oficialment com a fets històrics nefastos, com succeeix amb el cop d'estat de 1976 a l'Argentina.
Les rebel·lions poden prendre formes pacífiques o violentes (armades o no), però només aquestes últimes poden ser considerades com a delicte. Solen denominar-se també com revolucions, cops d'estat, terrorisme, guerra de guerrilles, moviments d'alliberament nacional, pronunciaments, putchs, "crits". Si no passen del seu planejament a la seva execució pràctica es denominen conspiracions. Les rebel·lions poden estar més o menys organitzades per les seves líders, o ser més o menys espontànies.
Un terme similar al de rebel·lió és el de sedició, que s'entén com un grau menor de rebel·lió. La revolta, el motí o aldarull, poden entendre's, en termes militars i navals, com una rebel·lió localitzada en una unitat o vaixell, però també com a conceptes més genèrics. Els termes que tenen un contingut semàntic més ampli són els de revolta, subversió, alçament, aixecament, insurrecció o insurrecció; fins i tot locucions recollides en el DRAE, com "tirar-se a la muntanya". Els que participen en moviments així denominats reben els noms de "rebel·lats" o "rebels", "subversius", "sediciosos", "revoltats", "amotinats", "revoltosos", "alçats", "insurgents" o "insurrectes", respectivament; encara que en la pràctica s'usen de manera intercanviable i se'ls dota de connotacions més o menys pejoratives, neutrals o admiratives segons la intenció de qui els utilitza.
Vegeu la comparació d'aquests termes en la secció "Revolta, aixecament, sedició i rebel·lió" de l'article "Revolta".

## Classificació
Una rebel·lió armada però limitada és una insurrecció, i si el govern establert no reconeix els rebels com a bel·ligerants, llavors són insurgents i la revolta és una insurrecció. En un conflicte més gran, els rebels poden ser reconeguts com a bel·ligerants sense que el seu govern sigui reconegut pel govern establert, en aquest cas el conflicte es converteix en una guerra civil.
Els moviments de resistència civil sovint han tingut com a objectiu i han provocat la caiguda d'un govern o cap d'estat, i en aquests casos es podria considerar una forma de rebel·lió. En molts d'aquests casos, el moviment d'oposició no només es considerava no violent, sinó que defensava el sistema constitucional del seu país contra un govern que era il·legal, per exemple, si s'havia negat a reconèixer la seva derrota en unes eleccions. Així, el terme rebel no sempre capta l'element en alguns d'aquests moviments d'actuació per defensar l'estat de dret i el constitucionalisme.
Hi ha una sèrie de termes que s'associen amb rebel i rebel·lió. Van des dels que tenen connotacions positives fins als que tenen connotacions pejoratives.
- Boicot, semblant a la desobediència civil, però simplement significa una separació, principalment financera, del sistema contra el qual s'està rebel·lant. Això implica negar-se a participar en el sistema monetari, limitar el consum o ignorar les nocions de dret de propietat.
- Resistència civil, desobediència civil i resistència no-violenta que no inclouen violència ni força paramilitar.
- Cop d'estat, un enderrocament il·legal d'un govern, realitzat normalment per militars o altres polítics.
- Motí, que és dut a terme per forces militars o de seguretat contra els seus comandants
- El moviment de resistència armat, que és dut a terme per "lluitadors per la llibertat", sovint contra una potència estrangera ocupant.
- Revolta, un terme que de vegades s'utilitza per a rebel·lions més localitzades en lloc d'un aixecament general.
- Revolució, que la porten a terme majoritàriament radicals i ciutadans frustrats, normalment pretén enderrocar l'actual govern.
- Aldarull, una forma de desordre civil que implica disturbis públics violents.
- Subversió, que són intents encoberts de sabotejar un govern, duts a terme per espies o altres subversius.
- Terrorisme, que és l'ús de la violència intencionada per part d'actors no estatals, normalment contra civils, per afectar canvis polítics, socials, culturals, religiosos i/o econòmics.[22]

## Legislació espanyola
Segons la legislació espanyola vigent, són reus del delicte de rebel·lió "els qui s'alcin violentament i públicament per a qualsevol de les finalitats següents":
1. Derogar, suspendre o modificar totalment o parcialment la Constitució.
2. Destituir o desposseir en tot o en part de les seves prerrogatives i facultats el rei o la reina, el regent o membres de la Regència, o obligar-los a executar un acte contrari a la seva voluntat.
3. Impedir la lliure celebració d'eleccions per a càrrecs públics.
4. Dissoldre les Corts Generals, el Congrés dels Diputats, el Senat o qualsevol assemblea legislativa d'una comunitat autònoma, impedir que es reuneixin, deliberin o resolguin, arrencar-los alguna resolució o sostreure'ls alguna de les seves atribucions o competències.
5. Declarar la independència d'una part del territori nacional.
6. Substituir per un altre el Govern de la Nació o el Consell de Govern d'una comunitat autònoma, o fer servir o exercir per si mateix o desposseir el Govern o Consell de Govern d'una comunitat autònoma, o qualsevol dels seus membres de les seves facultats, o impedir-los o coartar la seva lliure exercici, o obligar a qualsevol d'ells a executar actes contraris a la seva voluntat.
7. Sostreure qualsevol classe de força armada a l'obediència del Govern.[24]

## Legislació francesa
El capítol 433 del Codi Penal francès, destinat a protegir l'administració pública dels "atacs […] per part dels individus", defineix en els articles 6 a 10 el delicte de rebel·lió i les sancions que l'acompanyen.
| « | Constitueix una rebel·lió el fet de realitzar una resistència violenta contra una persona dipositària de l'autoritat pública o encarregada d'una missió de servei públic en l'exercici de les seves funcions, per a l'execució de les lleis, ordres de autoritat pública, decisions o mandats de justícia | » |

La llei preveu una pena d'un any de presó i una multa de 15.000 €, o fins i tot deu anys de presó i una multa de 150.000 € si es tracta d'un delicte armat.

## Legislació estatunidenca
| «                                                 | Whoever incites, sets on foot, assists, or engages in any rebellion or insurrection against the authority of the United States or the laws thereof, or gives aid or comfort thereto, shall be fined under this title or imprisoned not more than ten years, or both; and shall be incapable of holding any office under the United States. | » |
| — 18 U.S. Code § 2383 - Rebellion or insurrection | |   |

Traducció:
Qui inciti, organitzi, ajudi o participi en qualsevol rebel·lió o insurrecció contra l'autoritat dels Estats Units o les seves lleis, o els hi presti ajuda o consol, serà multat en virtut d'aquest títol o empresonat per no més de deu anys, o ambdues penes; i serà incapacitat per exercir qualsevol càrrec als Estats Units.
Títol 18 del Codi dels Estats Units, § 2383 - Rebel·lió o insurrecció